# Guerinia micans
Guerinia micans là một loài ruồi trong họ Tachinidae.